# Berta Schäfer (Politikerin)
Berta Schäfer (* 17. März 1902 in Essen; † 26. September 1977 in Berlin-Lichtenberg) war eine deutsche Politikerin (KPD).
Schäfer besuchte vier Jahre lang die Mädchen-Mittelschule in Dortmund. Nach der Schule arbeitete sie von 1916 bis 1919 als Telefonistin und ging für ein Jahr in eine Wirtschaftslehrzeit. Von 1925 bis 1929 war sie als Telefonistin im Hotel Fürstenhof in Dortmund angestellt. Schäfer trat 1932 der KPD bei und wurde ein Jahr später in Schutzhaft genommen, da sie sich geweigert hatte, die Adressen von illegalen Genossen zu verraten. Zwischen August 1934 und Dezember 1935 wurde sie wegen der Vorbereitung eines Hochverrats bestraft. Im Oktober 1942 wurde sie verhaftet und wenig später angeklagt. Ihr wurde vorgeworfen illegalen Rundfunk gehört zu haben und sie wurde dafür zu fünf Jahren Zuchthaus verurteilt. Im März 1945 gelang ihr die Flucht aus einem Arbeitslager des Frauenzuchthauses Lübeck. Nach Ende des Zweiten Weltkriegs wurde sie Mitglied des ernannten Hannoverschen Landtages, dem sie vom 23. August bis zum 29. Oktober 1946 angehörte.